# Orto botanico di Pisa
De Orto botanico di Pisa (ook wel bekend als Orto Botanico dell'Università di Pisa) is de botanische tuin die is gelieerd aan de Università di Pisa. De tuin is te vinden op Via Luca Ghini 5 in Pisa, Italië. 
De tuin werd opgericht in 1544 onder Cosimo I de' Medici als de eerste aan een universiteit gelieerde botanische tuin ter wereld. De leiding werd toevertrouwd aan de bekende botanicus Luca Ghini. In 1563 werd de tuin verhuisd van zijn oorspronkelijke locatie aan de oever van de Arno (nu het arsenaal van De Medici) naar een locatie in de buurt van het Convent van Santa Marta. In 1591 verhuisde de tuin naar zijn huidige locatie. Uit de vroege tijden heeft de tuin een aantal zaken overgehouden, waaronder een galerij van natuurlijke objecten (nu het natuurhistorisch museum), een bibliotheek (nu onderdeel van de universiteitsbibliotheek) en portretten van zijn vroegere directeuren. Ook heeft de tuin een van de oudste broeikassen met een ijzeren frame in Italië.
De tuin is verdeeld in afdelingen met de botanische school, tuinen, vijvers, kassen en meerdere gebouwen. Bekende bezienswaardigheden zijn kruidentuinen, arboreta en het oude botanische instituut dat werd gebouwd tussen 1591 en 1595 en een gevel versierd met schelpen heeft.
De botanische tuin is aangesloten bij Botanic Gardens Conservation International, een non-profitorganisatie die botanische tuinen samen wil brengen in een wereldwijd samenwerkend netwerk om te komen tot het behoud van de biodiversiteit van planten.

## Referentie
- Garbari F. et al., Giardino dei Semplici. L'Orto botanico di Pisa dal XVI al XX secolo, Pisa 1991.